# Euphumosia nitens
Euphumosia nitens är en tvåvingeart som beskrevs av Torgerson 1967. Euphumosia nitens ingår i släktet Euphumosia och familjen spyflugor. Inga underarter finns listade i Catalogue of Life.